# Plagiochila paucidentata
Plagiochila paucidentata là một loài rêu tản trong họ Plagiochilaceae. Loài này được Mont. & Gottsche miêu tả khoa học lần đầu tiên năm 1856.